# Fresatrice

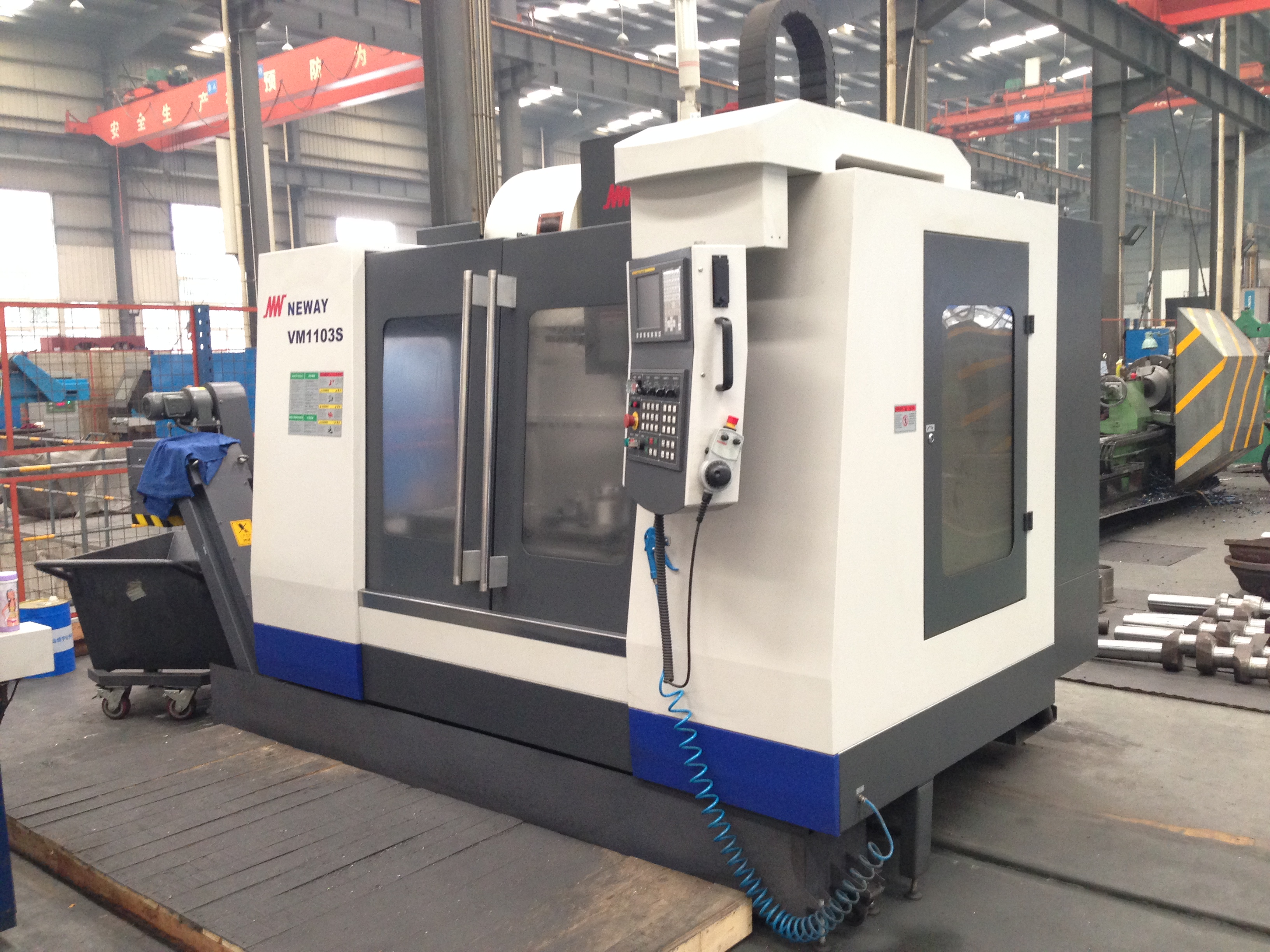
Fresatrice CNC

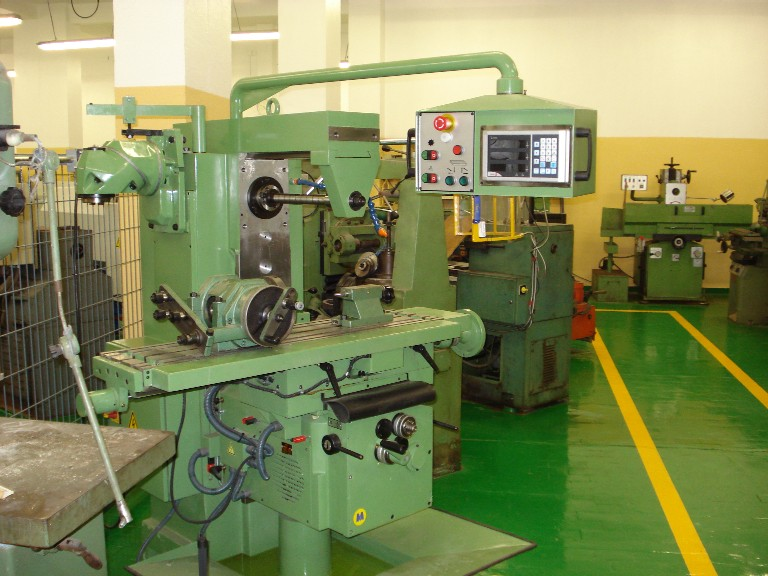
Fresatrice universale

La fresatrice  è una macchina utensile usata per la lavorazione in forme complesse di parti metalliche o di altri materiali come legno e marmo.
Spesso viene chiamata anche impropriamente "fresa", un termine che indicherebbe solo gli utensili da utilizzare su questo tipo di macchine (dal francese fraise, fragoletta, a causa della forma particolare di queste punte). In alcuni casi può anche essere denominata "fresalesatrice": si tratta di tipi particolari di fresatrice, oggi molto diffusi, in grado di effettuare operazioni di alesatura grazie alla grande precisione nel controllo del movimento e alla stabilità della testa motorizzata.

## Storia
La primissima fresatrice fu pensata e creata da Eli Whitney, ma purtroppo a causa della società di quel tempo, non riuscì a catturare l'interesse di industriali e finanziatori, a causa dell'elevato prezzo della macchina; in pochi furono disposti ad aggiungerla ai propri macchinari.
Solo con il coinvolgimento dell'ingegnere Joseph Brown, nel 1862 si riuscì a suscitare un vivo interesse trasversale per essa, dopo il lungo periodo di silenzio nei riguardi della fresatrice, creando così il primo prototipo di fresatrice universale attiva negli Stati Uniti.
La progettazione della "Universal Milling Machine" di Brown che fu esposta all'esposizione di  Parigi nel 1867 fu un enorme successo in tutto il mondo.
Si può dire, quindi, che Whitney abbia posto solo le basi per la creazione della fresatrice, ma sia lungi dall'essere il fautore principe del successo di questa tra le macchine utensili più utilizzate nell'industria meccanica.

## Descrizione e caratteristiche

Principio di funzionamento di una fresatrice

Nella sua forma più semplice una fresatrice è costituita da un motore, solitamente piuttosto piccolo, su cui è fissato, tramite un mandrino, un utensile dotato di bordi taglienti (fresa) che ruotano sull'asse della fresa stessa.
L'asportazione di truciolo avviene attraverso moto di taglio rotatorio dell'utensile e moto di avanzamento traslatorio (generalmente del pezzo). Il moto di appostamento è impresso sul pezzo all'inizio di ogni passata. Il principio di funzionamento è quindi simile a quello del trapano, ma le fresatrici sono progettate per svolgere l'azione di taglio sul lato dell'utensile invece che sulla punta, quindi erodendo il materiale invece che forandolo.
La forma del truciolo dipende dal tipo di materiale lavorato e dall'utensile utilizzato. In generale materiali duttili (ad esempio acciaio) danno trucioli più lunghi e uniti, mentre materiali più fragili danno trucioli più sbriciolati.
Le fresatrici devono essere in grado di spostarsi sulla superficie del pezzo, questo può essere fatto in generale in due modi:
- spostando il banco di lavoro su due assi A e B, ed eventualmente alzando la testa motorizzata lungo l'asse C
- lasciando il banco fisso e spostando la testa motorizzata lungo i tre assi.

Il primo sistema è il più utilizzato per macchine di piccole dimensioni, mentre per quelle maggiori a più di tre assi, comunemente dette "centri di lavoro", si usa il secondo metodo.
Le fresatrici possono essere controllate manualmente o con sistemi computerizzati: in questo caso la macchina viene definita "a controllo numerico", o "CNC" (controllo numerico computerizzato).
Le fresatrici CNC più moderne sono dotate di sistemi automatici per la sostituzione degli utensili, in grado di rendere interamente automatizzato il processo produttivo: questo permette partendo dal materiale grezzo di arrivare ad un pezzo finito anche senza intervento umano, rendendo le lavorazioni più veloci ed economiche.
Il pregio principale delle fresatrici è di avere pochissimi limiti di forme realizzabili nelle lavorazioni e di poter svolgere con un solo programma di lavoro diverse operazioni complesse comprendenti forature, rettifiche, alesature, tagli, arrotondamenti, ecc.
Le fresatrici sono macchine strutturalmente molto solide, perché devono assorbire le notevoli vibrazioni generate dalla testa motorizzata senza permettere a questa di oscillare o scuotersi. Quando si procede a lavorazioni su materiali duri o con velocità molto elevate (che arrivano a decine di migliaia di giri al minuto) si utilizzano liquidi lubrificanti per ottimizzare il raffreddamento della punta e per ridurre gli sforzi.
Il lubrificante ha anche la funzione di trattenere le polveri e i trucioli per farli defluire in modo controllato, evitando che aumentino il consumo delle frese o ne intacchino il filo tagliente.

## Tipi di fresatrice

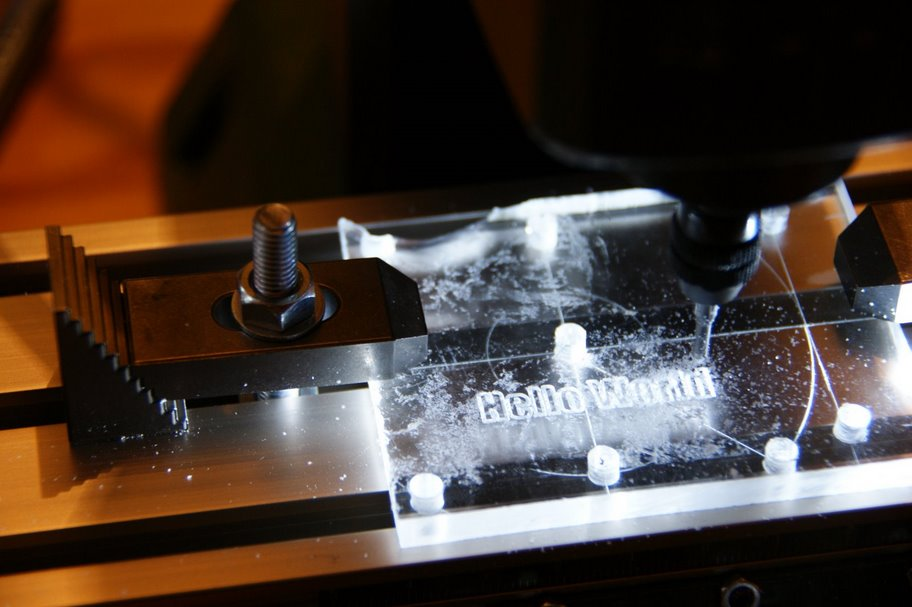
Esempio di utilizzo di una fresatrice verticale con controllo numerico computerizzato

Ci sono due tipi principali di fresatrice, a seconda che l'asse di rotazione della fresa sia orizzontale o verticale:
- fresatrice verticale: ha piano orizzontale X-Y e un motore montato su un asse verticale Z, la combinazione del movimento sui tre assi produce dei percorsi tridimensionali e permette alla macchina, effettuando movimenti solo sull'asse Z, di eseguire fori e alesature.
- fresatrice orizzontale: ha sempre un pianale X-Y, ma il gruppo di taglio è montato su una guida laterale; per struttura somigliano vagamente a delle seghe circolari di grosse dimensioni. Sono usate principalmente per spianare blocchi di materiale o per realizzare fessure, incavi e tasche continue. Possono essere installate in catena per realizzare sistemi di produzione complessi.

A questi si aggiungono i "centri di lavoro", le macchine a 4 o più assi.
Gli attuali limiti di precisione dei moderni centri di lavoro con controllo numerico computerizzato (CNC) si spingono sino all'ordine del micron (0,001 millimetri), anche se per raggiungere una tale precisione sono necessarie particolari condizioni di lavoro quali un ambiente climatizzato, una base pavimentale di appoggio ben salda, sonde termiche sugli assi, righe ottiche, ecc.
I centri di lavoro con 4 o più assi sono indicati per lavorazioni di alta precisione in quanto consentono un minor numero di serraggi pezzo rispetto alle tradizionali frese a 3 assi. Bisogna infatti considerare che ogni volta che si ha necessità di modificare la posizione del pezzo da lavorare si produce un'inevitabile perdita di precisione del posizionamento relativo tra le lavorazioni eseguite prima e dopo il cambiamento di posizionamento del pezzo.
I centri di lavoro a 4 o più assi consentono invece, proprio in virtù del maggior numero di assi controllati simultaneamente, di completare le lavorazioni necessarie per 3 o più facce contemporaneamente. Nel caso di un centro di lavoro a 5 assi è possibile lavorare fino a 5 facce con un unico serraggio del pezzo, rimanendo naturalmente esclusa dalla lavorazione la faccia utilizzata per lo staffaggio.

## Utensili

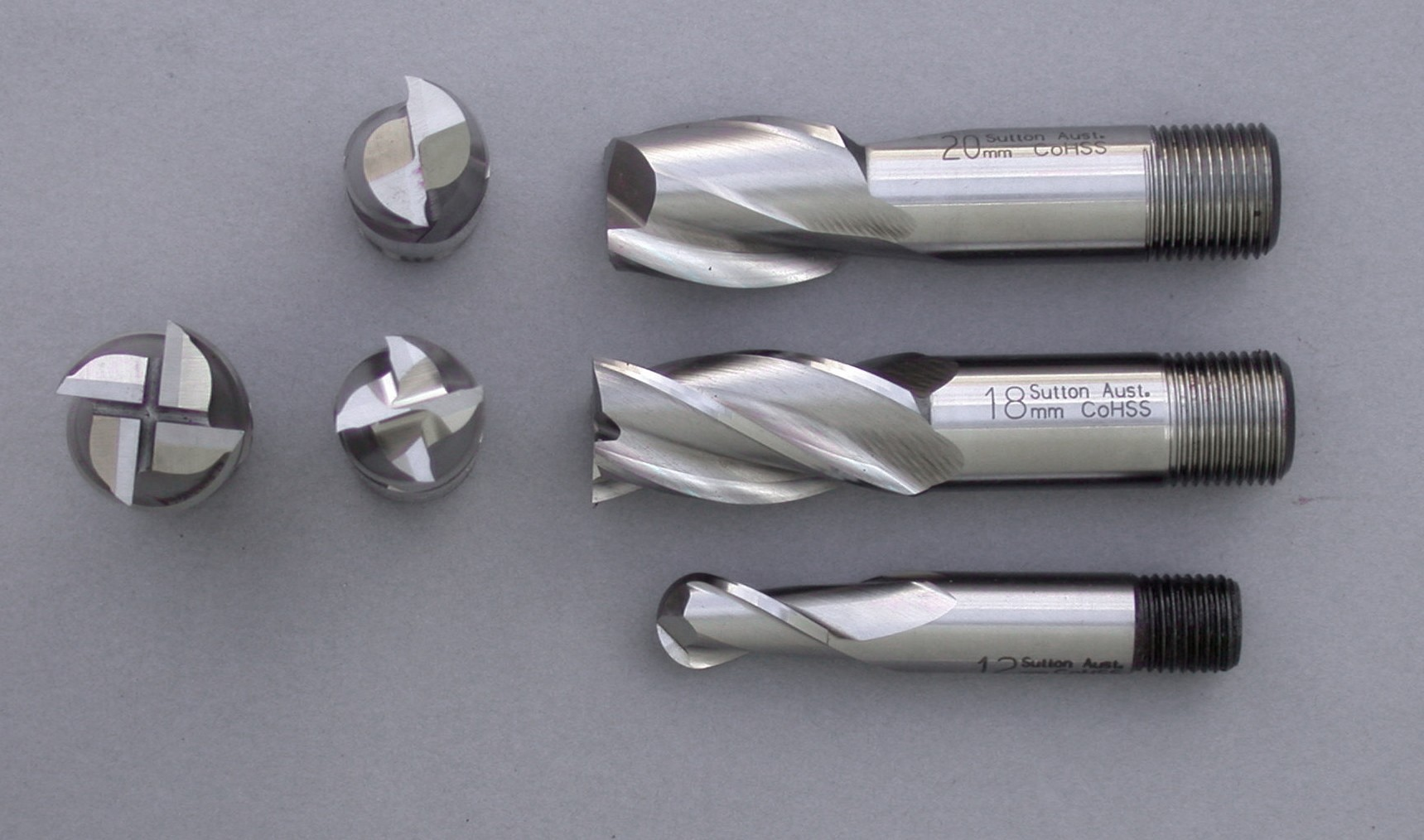
Utensili per fresatrice in acciaio super rapido.

Gli utensili (per vari materiali, in particolare metallo, legno e plastica) utilizzati su centri di lavoro sono standardizzati; lo sono anche quelli per le fresatrici tradizionali, anche se in misura minore.
Le fresatrici possono montare frese e punte che comprendono il gambo d'attacco al mandrino e i taglienti su un monoblocco (integrale) o di tipo "a inserti", che prevedono l'inserimento di blocchetti taglienti in materiale tecnoceramico o widia o acciaio super rapido (HSS). Questo secondo tipo è usato per lavorazioni di pezzi di grandi dimensioni e materiali molto duri, mentre il primo è diffuso soprattutto nel mondo della prototipazione rapida o ad alta velocità.
1. Punte
2. Maschi
3. Alesatori
4. Frese

I tipi più comuni di frese sono:
- fresa cilindrica
  - da spianatura: i taglienti stanno sulla parte anteriore, serve per realizzare delle facce piane.
  - da taglio: sono solitamente piuttosto lunghe, con le lame che corrono lungo tutta la lunghezza dello stelo fino all'attacco al mandrino. Portano lame spiraliformi o elementi taglienti con sagome apposite, eventualmente anche questi montati a spirale ma leggermente sormontati. Servono a spianare pareti verticali in modo uniforme, senza lasciare tracce di passaggi multipli.

- fresa troncoconica: si prestano a diversi tipi di utilizzo, principalmente per le finiture, e sono disponibili in una grande varietà di versioni.
- fresa sferica: usate per lavori di finitura, le frese a testa sferica servono ad eliminare i "gradini" dei passaggi delle frese di grosse dimensioni usate nella sgrossatura. Se si effettuano passate molto ravvicinate la superficie risultante è uniforme, altrimenti possono essere visibili delle piccole "onde". molto usate nella programmazione 3D.Possono essere usate anche per la realizzazione di raccordi e smussi anche a raggi molto piccoli e in cavità profonde
- frese di forme particolari: esistono frese con diverse forme, utilizzate per lavorazioni specifiche. Possono essere coniche (per la realizzazione di tacche coniche), ellittiche (per raccordi speciali), a disco o per smussi.

## Portautensili

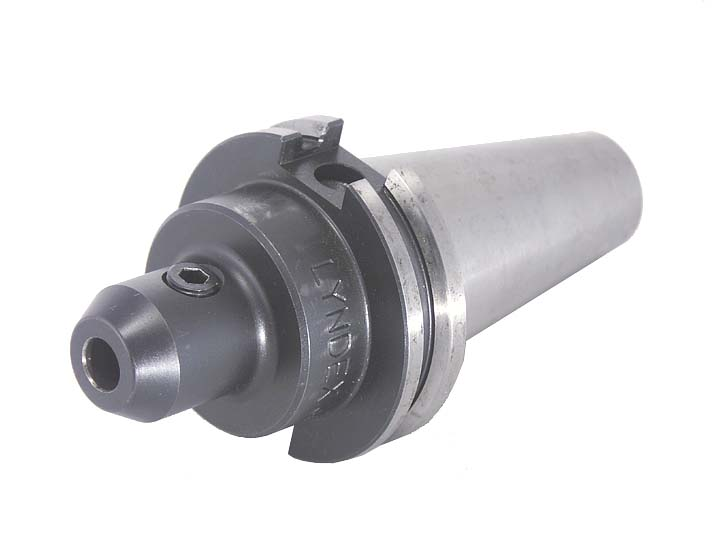
Portautensili CAT-40

I portautensili a loro volta possono montare blocchetti di forma diversa: i più comuni sono quelli quadrati, triangolari, romboidali, ottagonali.

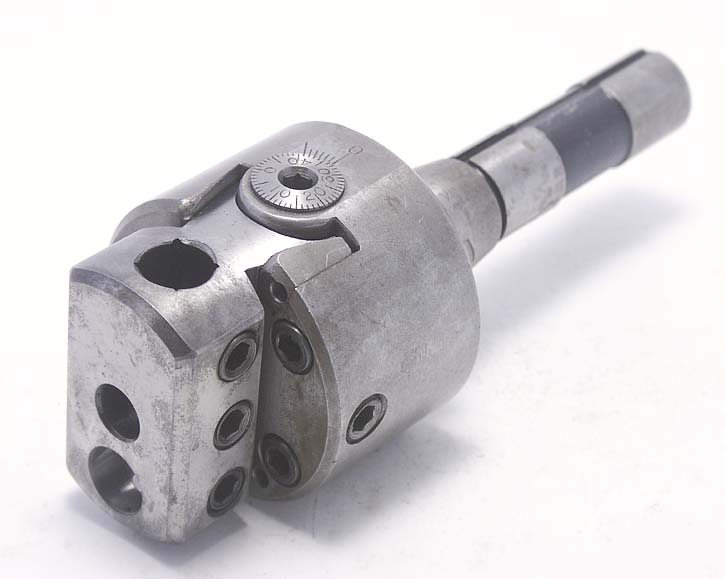
Portautensili con bloccaggio R8

Negli USA lo standard di fissaggio più diffuso per i portautensili è il CAT.
Gli utensili CAT, chiamati anche "con flangia a V" sono i più vecchi e i più comuni; furono inventati dalla Caterpillar Inc. di Peoria (Illinois) per standardizzare i tipi di utensili utilizzati sulle loro macchine. Sono disponibili in una gamma di misure, nominate CAT-30, CAT-40, CAT-50, etc. Il numero si riferisce alla dimensione del cono; sono comunque disponibili adattatori per avere varie misure su un unico attacco.
Più recente è il sistema BT ToolinG, molto simile al precedente si differenzia essendo simmetrico rispetto all'asse di rotazione. Sono più stabili e bilanciati e possono lavorare a regimi più veloci.
In Europa il sistema principale è l'HSK. 
Considerato il migliore per le alte velocità, si caratterizza per avere il sistema di bloccaggio dei taglienti in una cavità interna del portautensili.
Con l'aumentare della velocità di rotazione la presa sui blocchetti taglienti aumenta, rendendo l'aderenza maggiore e più sicura.

## Applicazioni
Sono ideali per lavorazioni generiche come scanalature, tasche e spianature. Possono essere a due o più taglienti e vengono utilizzate sia su materiali teneri come l'alluminio che su quelli più duri come l'acciaio.